# ˤ
Cette page contient des caractères spéciaux ou non latins. S’ils s’affichent mal (▯, ?, etc.), consultez la page d’aide Unicode.
ˤ ou ˁ, appelée coup de glotte réfléchi en exposant, coup de glotte réfléchi supérieur, lettre modificative coup de glotte réfléchi ou lettre modificative fricative pharyngale sourde, est un symbole de l’alphabet phonétique international.
Il est formé de la lettre ʕ mise en exposant.

## Utilisation
Dans l’alphabet phonétique international, ‹ ˤ › représente la désocclusion latérale de la consonne qui le précède.

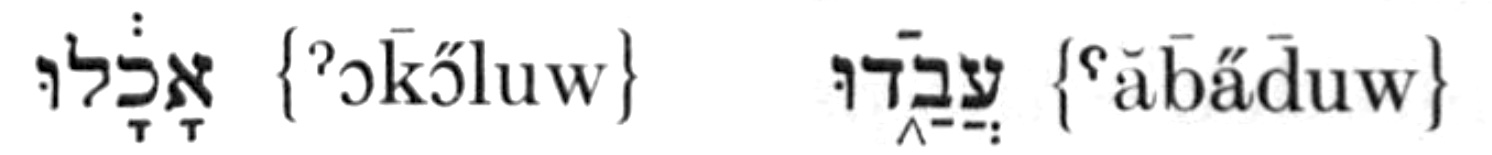
Le coup de glotte et le coupe de glotte en exposant réfléchi en exposant dans les translitérations des mots hébreux אָכָ֔לוּ {ˀɔk̄ɔ̋luw} « ils ont mangé » Ézekiel 22:35, עֲבַ֑דֿוּ {ˁab̄a̋d̄uw} « ils ont servi » Jérémie 10:11 dans un article du Zeitschrift der Deutschen Morgenländischen Gesellschaft de 1981.

ˤ ou ˁ est utilisé dans la translitération de la Biographical Encyclopedia of Astronomers publiée en 2007, cependant celui-ci est réprésenté avec le koppa en exposant ‹ ҁ › dans son édition web, par exemple dans l’article « ҁAbbās Wasīm Efendi ».

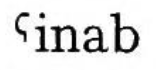
Un coup de glotte réfléchi sans jambage ou un coup de glotte réfléchi en exposant dans un cours d’arabe égyptien de 1917.

## Représentations informatiques
La lettre modificative coup de glotte réfléchi peut être représentée avec les caractères Unicode suivants (Alphabet phonétique international) :
| formes       | représentations | chaînes de caractères | points de code | descriptions                                              | note                                                                           |
| ------------ | --------------- | --------------------- | -------------- | --------------------------------------------------------- | ------------------------------------------------------------------------------ |
| modificative | ˁ               | ˁ                     | U+02C1         | lettre modificative coup de glotte réfléchi               | codé comme alternative typographique à U+02BF demi-rond supérieur gauche ‹ ʿ › |
| modificative | ˤ               | ˤ                     | U+02E4         | lettre modificative minuscule fricative pharyngale sourde | codé pour le symbole phonétique                                                |